# Смолууд (язовир)
Язовир Смолууд (на английски: Smalwood Reservoir) е най-голямото езеро в провинция Нюфаундленд и Лабрадор, на границата с провинция Квебек. Площта му е 6527 км2, която му отрежда 10-о място сред езерата на Канада и второ място сред язовирите в света. Надморската му височина на водата е 471 м.
Язовирът се изгражда в периода 1966-1974 г. чрез строителството на преградна стена на река Чърчил (старо име Хамилтън) в близост до едноименния водопад. За разлика от другите изкуствени водохранилища, които обикновено са с една преградна стена, язовир Смолууд е преграден с 88 преградни стени с обща дължина 64 км, като по този начин първоначалното ниво на водата е повишено с 8,3 м. С повишаването на нивото няколко стотици езера, включително и големите езера Мишикамо, Птисикапо, Сандгерт и Лобстик стават част от общото огледало и обем на язовира от 28 км3. Площта само на водното огледало е 6460 км2, а заедно с островите (67 км2) става 6527 км2. Новоизграденият язовир е кръстен в чест на Джоузеф Смолууд (1900-1991), първия премиер-министър (1949-1972) на провинция Нюфаундленд и Лабрадор (тогава само Нюфаундленд).
Коренните жители на този район са индианците наскапи, а първите европейци открили и посетили множеството езера са Джон Маклин и Ерланд Ерландсон през 1839 г. По-късно районът е грубо картиран от местния християнски мисионер отец Бабел, а подробно и в детайли – през 1894-1895 г. от канадския топограф Албърт Питър Лоу.